# داركو ديميتروف
داركو ديميتروف (بالمقدونية: Дарко Димитров)‏ هو كاتب أغاني ومنتج أسطوانات شمال مقدوني، ولد في 21 يناير 1973 في إسكوبية في مقدونيا الشمالية.

## وصلات خارجية
- داركو ديميتروف على موقع ميوزك برينز (الإنجليزية)
- داركو ديميتروف على موقع ميوزك برينز (الإنجليزية)
- داركو ديميتروف على موقع أول ميوزيك (الإنجليزية)
- داركو ديميتروف على موقع ديسكوغز (الإنجليزية)